# Lei dos direitos de voto de 1965

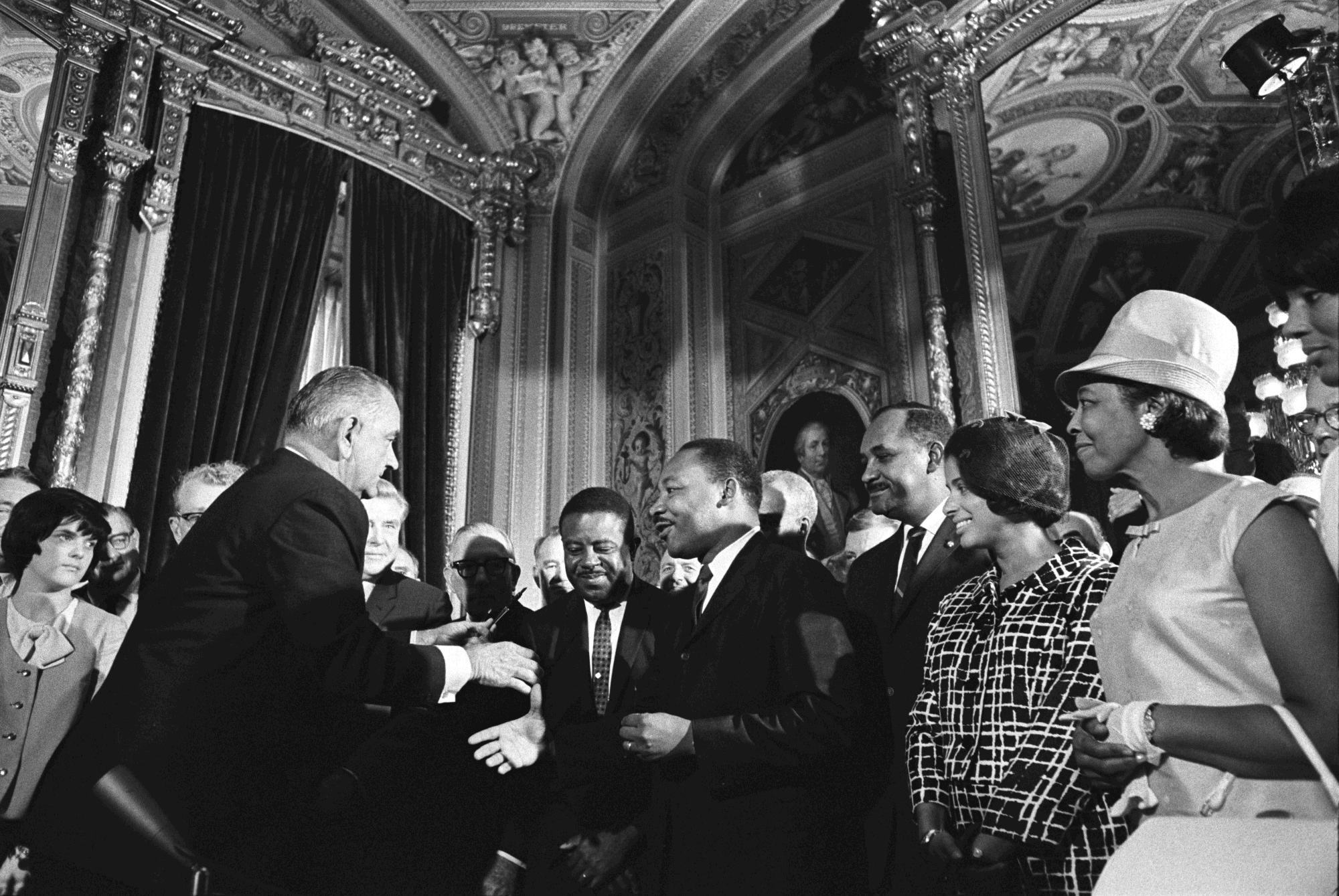
O presidente Lyndon Johnson durante a assinatura da lei. Na foto pode se ver o reverendo Martin Luther King, Jr. e Rosa Parks, ícones do movimento dos direitos civis americano.

A Lei dos direitos de voto de 1965 (Voting Rights Act, em inglês) é um marco na legislação federal dos Estados Unidos, por ter estabelecido o fim das práticas eleitorais discriminatórias, decorrentes da segregação racial nos Estados Unidos.  A lei foi sancionada pelo Presidente Lyndon B. Johnson, no auge do  movimento dos direitos civis, em 6 de agosto de 1965, seguindo-se à Lei de Direitos Civis de 1964.